# Bari Santo Spirito
Bari Santo Spirito (wł. Stazione di Bari Santo Spirito) – stacja kolejowa w Bari, w prowincji Bari, w regionie Apulia, we Włoszech. Znajduje się w dzielnicy Santo Spirito-Catino-San Pio.
Według klasyfikacji RFI ma kategorię srebrną.
Stacja położona jest na linii Bari - Foggia i jest częścią kolei miejskiej w Bari.

## Linie kolejowe
- Adriatica